# Julián Infante Santos
Julián Daniel Infante Santos (Osorno la Mayor, España; 1863-Rosario, Argentina; 4 de noviembre de 1930) fue un ensayista y político español, posteriormente nacionalizado argentino.

## Biografía
Julián Daniel Infante Santos nació en  la localidad de Osorno al norte de la comarca de Tierra de Campos, provincia de Palencia, en 1863. Desarrolló una larga trayectoria, primero como docente y posteriormente como abogado y periodista antes de adoptar la ciudadanía argentina. 
En 1889 participó en un mitin republicano en Torquemada, donde pronunció un discurso de propaganda republicana que sería publicado en el periódico El Progreso de Castilla lo cual le hizo sospechar de un posible procesamiento por la jurisdicción militar, motivo por el que emigró a Argentina. Entre ese año y 1901 reside en Rosario de Santa Fe, donde se doctoró en Derecho  y consigue la cátedra de Lógica de la Universidad Argentina del Litoral.
En 1901 regresa a España con la intención de reestablecerse en el país con su familia. Sin embargo, sufre una decepción al conocer la realidad española y regresa a Rosario para establecerse allí definitivamente. 
En 1920 publica el libro ¡Por España! Reflexiones de un reexpatriado tras realizar un viaje por España con su familia en 1917 a los pocos días de haber fallecido su esposa, Matilde Valcarcel.
En contexto del de la inminente dictadura de Primo de Rivera reactiva el Centro Republicano Español en Argentina en la década de 1920, adscrito a una de las múltiples familias que fragmentaban el espacio republicano. Prácticamente en solitario y ya con sesenta años, Infante saca adelante la edición de una publicación periódica: El Republicano Español. En 1927 firma un manifiesto en favor del republicanismo español.

### Trayectoria política en Argentina
Daniel Infante participó de manera activa en la política municipal y provincial de Rosario. En septiembre de 1905 se sumó a la Junta de Propaganda del Gran Comité Liberal. En 1908 fundó en Rosario la agrupación política regional la Liga del Sur -partido predecesor del Partido Demócrata Progresista, y entidad presidida ya entonces por Lisandro de la Torre- a la que posteriormente se adhirió.
Su militancia política fue intensa y estuvo marcada por los enfrentamientos con Lisandro de la Torre, los cuales le llevaron a abandonar la Liga en 1912. Ese mismo año, en el mes de noviembre, fue designado intendente de Rosario por Manuel Menchaca, gobernador de la provincia de Santa Fe, cargo al que se vería obligado a renunciar el 8 de abril de 1913. El enfrentamiento con el Concejo Deliberante dominado por los liguistas y su apoyo y mediación en las huelgas de trabajadores tranviarios y de peones municipales precipitarían su alejamiento. Durante su agitada gestión, el diario rosarino La Capital definió a Infante como un “resumen de todas las contradicciones”. 
A su muerte la bandera argentina ondeó a media asta en Rosario, durante cuarenta y ocho horas, en el palacio y restantes edificios de la Municipalidad.

### Pensamiento político

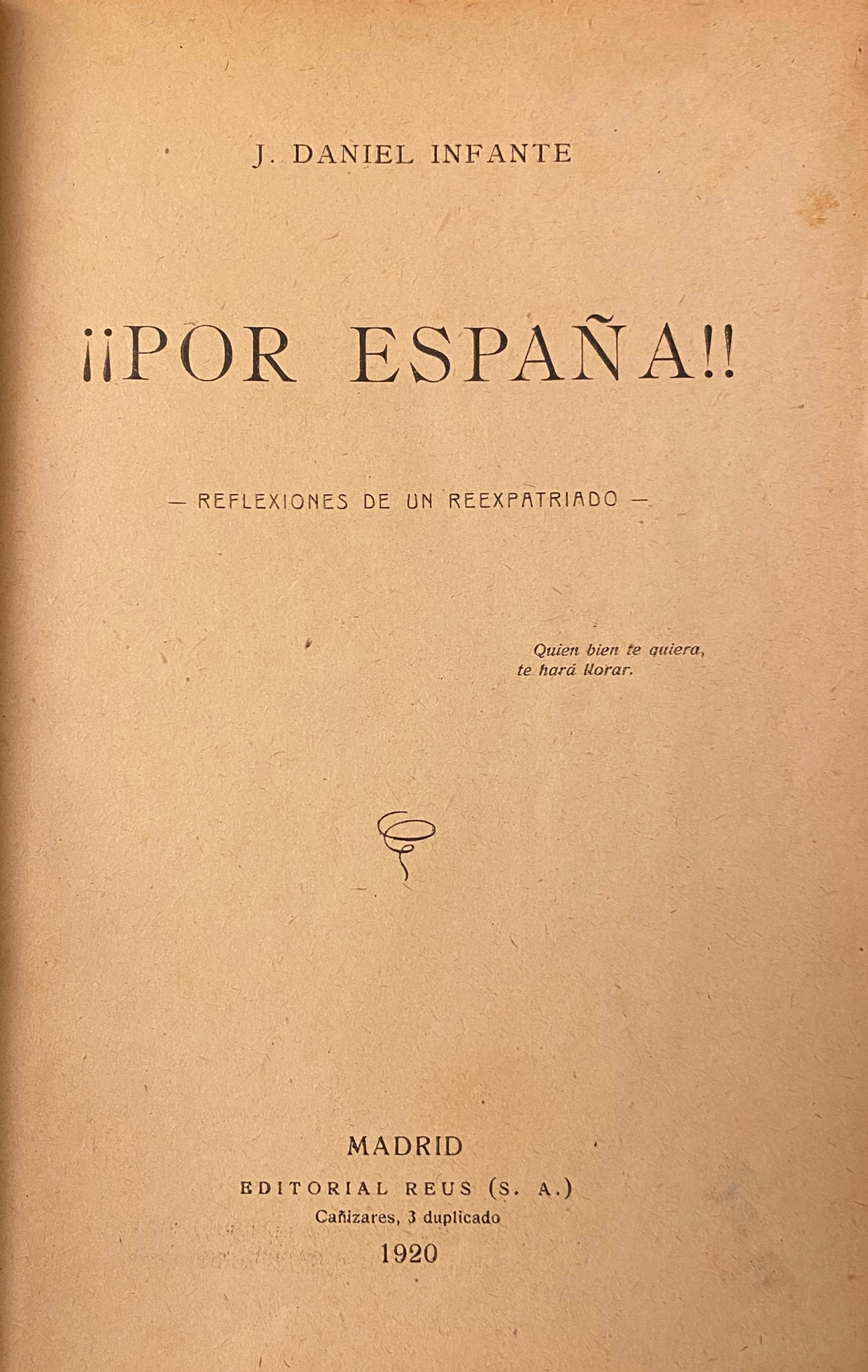
Primera página del ensayo "Por España. Reflexiones de un expatriado" de Daniel Infante.

La ideología republicana y socialista de J. Daniel Infante se traducía en una marcada oposición a la monarquía española y al clero, a quienes consideraba opresores en los planos político y económico . Su confianza absoluta en la razón, en el progreso, y en la educación popular, guio su trayectoria profesional y política, pero también condicionó su rechazo a España y su preferencia por la Argentina y por América.
Durante su vida mantuvo un perfil reformista y una actitud mediadora y en su trayectoria política Infante procuró llevar a la práctica un programa decididamente progresista. Medió en conflictos laborales, apoyando a los huelguistas, tomó parte por la autonomía política de Rosario y propuso un nuevo código tributario municipal, para que los más pudientes pagasen más impuestos y así se aliviase la miseria de las clases bajas. También se posicionó fervientemente en favor del librecambio y creía en la educación como uno de los principales motores de progreso de una sociedad.

## Fallecimiento
Daniel Infante muere en 1930 en Rosario de Santa Fe y allí es enterrado. En 1933 el Ayuntamiento de Palencia dio su nombre  a la plaza de los Doctrinos, junto a la iglesia sacramental de San Miguel. La colocación de la placa se celebró con la presencia de una de sus hijas, Rufina.

## Obras
- Estudiemos política. Monarquía y República, 1893[3]
- Unitarismo y  federación, 1894[3]
- La revolución española, 1908[3]
- Insinuaciones, 1916[2]
- ¡Por España! Reflexiones de un reexpatriado, 1920[1]
- El republicano, 1932